# Modeste M'Bami
Modeste M'Bami, né le 9 octobre 1982 à Yaoundé et mort le 7 janvier 2023 au Havre, est un footballeur international camerounais jouant au poste de milieu de terrain.
Après un début de carrière à Douala, M'Bami rejoint la France et le CS Sedan (2000-2003). Transféré au Paris SG, il s'impose au milieu de terrain remporte deux Coupes de France en 2004 et 2006. Il rejoint alors l'ennemi juré du club parisien, l'Olympique de Marseille (2006-2009). Après un passage à Almeria, et quelques saisons dans des destinations plus lointaines (Chine, Arabie saoudite, Colombie), M'Bami termine sa carrière de joueur par deux saisons au Havre AC, en Ligue 2 (2014-2016).
Médaillé d'or aux Jeux olympiques 2000 avec les Lions indomptables, le milieu de terrain compte 38 sélections et trois buts avec l'Équipe du Cameroun de football. Il est également finaliste de la Coupe des confédérations 2003 et de la Coupe d’Afrique des nations 2008 avec les Lions indomptables.

## Biographie

### Enfance et formation
Fils d'une famille défavorisée, Modeste M'Bami naît à Yaoundé, dans un quartier dit difficile. « Très jeune, il a dû faire face et assumer économiquement une partie des revenus de sa famille », raconte en 2003 Denis Lavagne, son premier entraîneur à Sedan. Modeste a cinq grandes sœurs et un petit frère 
. Après avoir signé son premier contrat de professionnel, Modeste demande à sa mère d'arrêter de travailler.
Modeste débute le football à l'Académie Kadji Sport puis Dynamo Douala.

### En club

#### Débuts au CS Sedan (2000-2003)
Modeste M'Bami intègre le CS Sedan lors de l'intersaison 2000-2001. Il joue son premier match de championnat de France le 21 décembre 2000 avec une défaite 2-0 chez le Stade rennais.
Lorsque Henri Stambouli prend la tête de l'équipe, il dit à M'Bami qu'il faut qu'il perde cinq kilos pour jouer. Stambouli dit par la suite : « Il les a très vite perdus et il a joué. Ça résume parfaitement le personnage : il sait où il veut aller ».
Lors de la saison 2002-2003, il ne peut empêcher les Sedanais de terminer dix-neuvièmes et d'être relégués en Ligue 2.

#### Paris SG (2003-2006)
À l'été 2003, Modeste M'Bami rejoint le Paris Saint-Germain pour un montant d'environ trois millions d'euros. Pendant ses vacances, Modeste se laisse un peu aller. Quand il arrive au Camp des Loges, Vahid Halilhodžić lui fait perdre quatre kilos.
Il joue son premier match sous les couleurs parisiennes lors de la seconde journée de Ligue 1 contre Lille OSC mi-août 2003 (0-1). Deux semaines plus tard, il est expulsé contre Monaco. Le 21 février 2004, il marque le premier but de sa carrière en club professionnel contre l'EA Guingamp. Lors de cette première saison 2003-2004, il s'impose au milieu de terrain sous les ordres de Vahid Halilhodžić. Le PSG termine vice-champion de France et remporte la Coupe nationale, premier titre de M'Bami.
Lors du match PSG-CSKA Moscou en décembre 2004 comptant pour la première phase de la Ligue des champions, Modeste M'Bami est victime d'une fracture du péroné droit qui l'éloigne des terrains pendant six mois.
M'Bami entame la saison 2005-2006 en tant que titulaire sans pour autant retrouver le niveau qui était le sien lors de sa première saison parisienne. Il menace plusieurs fois de quitter le club parisien, sur fond de désaccord avec l'entraîneur[Lequel ?]. En 2006, le PSG et Modeste M'Bami remportent à nouveau la Coupe de France.

#### Olympique de Marseille (2006-2009)
Après de nombreuses tergiversations et de nombreuses demandes de transfert, Modeste M'Bami signe finalement à l'Olympique de Marseille le 30 août 2006 pour un montant estimé à 2,5 millions d'euros.
Il joue son premier match sous les couleurs phocéennes le 10 septembre 2006 contre son ancien club du PSG en tant que titulaire. À l'OM, M'Bami réalise une première saison correcte, devant toutefois se résoudre à un rôle de doublure de Lorik Cana à partir du printemps 2007. Mais lors du match OM-Troyes il marque le but décisif à quelques minutes du terme de la rencontre ce qui accroît sa cote auprès des supporters. Sa première saison marseillaise se conclut par une deuxième place en Ligue 1.
Sous les ordres d'Eric Gerets, Modeste M'Bami re-goûte en 2008-2009 à la Ligue des champions. À partir de l'année 2008, Modeste M'Bami est l'un des milieux défensifs de base du dispositif mis en place par Eric Gerets. Ses performances sur le terrain (notamment contre le Zénith Saint-Pétersbourg en Coupe UEFA) font de lui un passeur de grande qualité. Son insertion dans ce onze de départ est facilité par les blessures à répétitions de Julien Rodriguez, du replacement de Lorik Cana en défense centrale et de Benoît Cheyrou sur le côté gauche, et aussi par les mauvaises performances de Gaël Givet.
Durant ses trois saisons à Marseille, il connaît des hauts et des bas, passant du statut de remplaçant à celui de titulaire et inversement assez régulièrement. Modeste ne réussit pas à s’imposer sur la durée. En fin de contrat avec l'Olympique de Marseille à la fin de saison 2008-2009 et ne rentrant pas dans les plans de Didier Deschamps, il n'est pas conservé par le club.

#### Almería (2009-2011)
Laissé libre en fin de saison par l'Olympique de Marseille, et à l'essai un temps chez les Wigan Athletic, Modeste M'Bami s'engage pour une saison avec le club de l'UD Almería, en Première division espagnole. Le 1er octobre 2009, il signe un contrat d'une durée d'une saison avec deux autres en supplément.
Après deux saisons passées sous le maillot du club espagnol, il est libre à l'issue de la saison 2010-2011. Modeste M'Bami est suivi par les Anglais d'Aston Villa et les Turcs de Kayserispor et d'Ankaragücü.

#### Clubs non-européens (2011-2014)
En 2011, il signe en faveur du club chinois du Dalian Aerbin. À la fin de l'année 2011, il est prêté au Changchun Yatai où il dispute quinze matches et inscrit trois buts.
Début août 2012, laissé libre par les Chinois du Dalian Aerbin à son retour de prêt, le milieu camerounais de 29 ans signe un bail de deux ans en faveur du club saoudien d'Al-Ittihad. Deuxième camerounais à revêtir la tunique jaune noire d’Al Ittihad après Joseph-Désiré Job, M'Bami arrive dans un club visant le titre. Il quitte le club pour un autre club saoudien le Al Fateh après une seule saison et 25 matchs à son actif.
En février 2014, Modeste M'Bami rejoint le club colombien du Millonarios Fútbol Club pour six mois. Âgé de 31 ans, l’ex-international camerounais connaît ainsi son huitième club professionnel et retrouve son entraîneur lors de son passage à l'UD Almería, Juanma Lillo. « Comme moi, Modeste était venu pour Juan Manuel Lillo. Il voulait continuer à apprendre de lui, à partager du temps avec lui », déclare l’ex-international colombien Fabián Vargas aussi croisé à Almeria. Modeste est le premier Africain à porter le maillot des Millonarios. M’Bami arrive alors qu’un tiers de la saison est déjà disputée et ses débuts sont laborieux alors qu'il doit s'adapter aux variations de climat d'un match à l'autre. Après avoir commencé son premier match sur le banc, M’Bami devient un rouage essentiel du onze de Lillo et dispute quatorze matches,. Deuxième de la saison régulière, le club de Bogota ne parvient pas à faire céder le Junior Barranquilla (0-0 au retour), malgré la bonne performance de M'Bami lors des deux matchs, et perd aux tirs au but. Au terme de son contrat, M’Bami quitte le club.

#### Fin au Havre (2014-2016)
Libre de tout contrat, Modeste M'Bami paraphe un bail de deux saisons avec Le Havre Athletic Club en septembre 2014. Il s’entraîne alors avec le groupe pendant un mois pour conserver sa condition physique et convainc finalement Erick Mombaerts de lui faire confiance.
Il doit néanmoins attendre le mois d'octobre 2014 pour recevoir son Certificat International de Transfert (CIT) qui lui permet d'être aligné en championnat. Il joue son premier match le 3 octobre contre l'US Orléans. Le mois suivant, il se blesse l'empêchant de rechausser les crampons pour plusieurs mois.
Il effectue deux saisons en Ligue 2 avant de raccrocher les crampons en 2016.

### En sélection (2000-2009)
Formé à la Kadji Sport Academy, Modeste M'Bami participe à la Coupe d'Afrique des Nations Juniors 1999 puis à la Coupe du monde des moins de 20 ans 1999. Éliminé au second tour du mondial juniors, Modeste marque un but.
Il est sélectionné pour la première fois avec l'équipe du Cameroun A, le 18 juin 2000 contre la Libye (3-0).
M'Bami n’a pas encore 18 ans quand il s’envole pour Sydney en Australie, où il dispute les Jeux olympiques 2000 dans l'équipe de Jean-Paul Akono. Le 23 septembre 2000, le Cameroun se qualifie face au Brésil de Ronaldo et Ronaldinho (2-1) en quart de finale du tournoi masculin. Ronaldinho égalise six minutes avant la fin du match mais, pendant la prolongation et à neuf joueurs contre onze (deux expulsions camerounaises), M'Bami offre la victoire aux Lions indomptables. Ils s'imposent ensuite en finale face à l'Espagne de Xavi. Modeste M’Bami est alors sacré aux côtés notamment de Samuel Eto’o, de Patrick Mboma et de Geremi Njitap. À leur retour de Sydney, les joueurs sont reçus par le président qui les nomme Chevalier de l'Ordre,.
En 2003, Modeste M'Bami dispute la Coupe des confédérations avec le Cameroun. Les Lions indomptables s'inclinent en finale face à la France (0-1) en prolongation.
Le 15 novembre 2004, il claque la porte de la sélection du Cameroun pour cause de différends avec le sélectionneur de l'époque, Winfried Schäfer. Il revient en sélection après le limogeage de ce dernier quelques mois plus tard.
En 2008, il est finaliste de la CAN, après que son équipe a éliminé la Tunisie en quart de finale et le Ghana en demi mais s'incline en finale contre l'Égypte (1-0).
Il prend sa retraite en équipe nationale en 2009. Le milieu de terrain compte 38 sélections et trois buts avec l'équipe du Cameroun,.

### Retraite et mort
M'Bami est sollicité par la sélection nationale du Cameroun pour devenir manager des Lions Indomptables, offre qu'il a déclinée.
En début d'année 2023, Modeste M'Bami, décrit par son agent comme étant « fatigué, toussant sans cesse », apprend qu'il est testé positif au SARS-CoV-2. Quelques jours plus tard, le 7 janvier, il meurt d'une crise cardiaque dans la ville du Havre, où il résidait ; sa famille annonce la nouvelle le jour même.

## Style de jeu
Modeste M'Bami évolue au poste de milieu de terrain. Lors du début de saison 2005-2006 au Paris SG, il est utilisé comme unique milieu défensif. Relayeur et passeur sur le terrain, le milieu de terrain laisse le souvenir d’un footballeur à la technique sûre. En Colombie, au Millonarios Fútbol Club, M'Bami forme une ligne de trois milieux de terrain avec Fabián Vargas et Rafael Robayo.
Il est décrit comme un joueur toujours joyeux et soucieux de transmettre son savoir aux joueurs plus jeunes.

## Statistiques

### Générales
Ce tableau présente les statistiques de Modeste M'Bami en club et en équipe nationale,,.
| Saison                | Club                   | Championnat           | Championnat | Championnat | Coupe nationale | Coupe nationale | Coupe de la Ligue | Coupe de la Ligue | Compétition(s) continentale(s) | Compétition(s) continentale(s) | Compétition(s) continentale(s) | Cameroun | Cameroun | Total | Total |
| Saison                | Club                   | Division              | M.          | B.          | M.              | B.              | M.                | B.                | Comp.                          | M.                             | B.                             | M.       | B.       | M.    | B.    |
| 1999-2000             | Dynamo Douala          | D2                    | -           | -           | -               | -               | -                 | -                 | -                              | -                              | -                              | 1        | 0        | 1     | 0     |
| 2000-2001             | CS Sedan Ardennes      | D1                    | 10          | 0           | 1               | 0               | 1                 | 0                 | -                              | -                              | -                              | 2        | 0        | 14    | 0     |
| 2001-2002             | CS Sedan Ardennes      | D1                    | 24          | 0           | 5               | 0               | 1                 | 0                 | -                              | -                              | -                              | 1        | 1        | 31    | 1     |
| 2002-2003             | CS Sedan Ardennes      | Ligue 1               | 34          | 0           | 1               | 0               | 1                 | 0                 | -                              | -                              | -                              | 7        | 0        | 43    | 0     |
| Sous-total            | Sous-total             | Sous-total            | 68          | 0           | 7               | 0               | 3                 | 0                 | -                              | 0                              | 0                              | 10       | 2        | 88    | 2     |
| 2003-2004             | Paris Saint-Germain    | Ligue 1               | 30          | 1           | 4               | 0               | 1                 | 0                 | -                              | -                              | -                              | 6        | 2        | 41    | 3     |
| 2004-2005             | Paris Saint-Germain    | Ligue 1               | 19          | 0           | -               | -               | -                 | -                 | C1                             | 6                              | 0                              | 3        | 0        | 28    | 0     |
| 2005-2006             | Paris Saint-Germain    | Ligue 1               | 34          | 0           | 5               | 0               | 2                 | 0                 | -                              | -                              | -                              | 1        | 0        | 42    | 0     |
| Sous-total            | Sous-total             | Sous-total            | 83          | 1           | 9               | 0               | 3                 | 0                 | -                              | 6                              | 0                              | 9        | 2        | 110   | 3     |
| 2006-2007             | Olympique de Marseille | Ligue 1               | 30          | 1           | 4               | 0               | 2                 | 0                 | C3                             | 1                              | 0                              | 2        | 0        | 39    | 1     |
| 2007-2008             | Olympique de Marseille | Ligue 1               | 24          | 0           | -               | -               | -                 | -                 | C1+C3                          | 2+3                            | 0+0                            | 9        | 0        | 38    | 0     |
| 2008-2009             | Olympique de Marseille | Ligue 1               | 23          | 0           | 1               | 0               | 1                 | 0                 | C1+C3                          | 4+5                            | 0+0                            | 5        | 0        | 39    | 0     |
| Sous-total            | Sous-total             | Sous-total            | 77          | 1           | 5               | 0               | 3                 | 0                 | -                              | 15                             | 0                              | 16       | 0        | 116   | 1     |
| 2009-2010             | UD Almería             | Liga                  | 28          | 0           | 2               | 0               | -                 | -                 | -                              | -                              | -                              | -        | -        | 30    | 0     |
| 2010-2011             | UD Almería             | Liga                  | 30          | 1           | 6               | 0               | -                 | -                 | -                              | -                              | -                              | -        | -        | 36    | 1     |
| Sous-total            | Sous-total             | Sous-total            | 58          | 1           | 8               | 0               | 0                 | 0                 | -                              | 0                              | 0                              | 0        | 0        | 66    | 1     |
| 2011                  | Dalian Aerbin          | China League          | -           | -           | -               | -               | -                 | -                 | -                              | -                              | -                              | -        | -        | 0     | 0     |
| 2011                  | Changchun Yatai (prêt) | Super League          | 15          | 3           | -               | -               | -                 | -                 | -                              | -                              | -                              | -        | -        | 15    | 3     |
| 2012-2013             | Ittihad FC             | Saudi PL              | 20          | 0           | 5               | 0               | -                 | -                 | -                              | -                              | -                              | -        | -        | 25    | 0     |
| 2014                  | Millonarios FC         | Liga Postobón         | 10          | 0           | 4               | 0               | -                 | -                 | -                              | -                              | -                              | -        | -        | 14    | 0     |
| 2014-2015             | Le Havre AC            | Ligue 2               | 3           | 0           | -               | -               | -                 | -                 | -                              | -                              | -                              | -        | -        | 3     | 0     |
| 2015-2016             | Le Havre AC            | Ligue 2               | 5           | 0           | 1               | 0               | -                 | -                 | -                              | -                              | -                              | -        | -        | 6     | 0     |
| Sous-total            | Sous-total             | Sous-total            | 8           | 0           | 1               | 0               | 0                 | 0                 | -                              | 0                              | 0                              | 0        | 0        | 9     | 0     |
| Total sur la carrière | Total sur la carrière  | Total sur la carrière | 339         | 6           | 39              | 0               | 9                 | 0                 | -                              | 21                             | 0                              | 37       | 3        | 445   | 9     |

### Buts internationaux
|    | Date            | Lieu                                 | Adversaire | Résultat | Competition        |
| -- | --------------- | ------------------------------------ | ---------- | -------- | ------------------ |
| 1. | 17 mai 2002     | Parken Stadium, Copenhague, Danemark | Danemark   | 1-2      | Match amical       |
| 2. | 29 janvier 2004 | Stade Taïeb-Mehiri, Sfax, Tunisie    | Zimbabwe   | 5-3      | CAN 2004, 1er tour |
| 3. | 29 janvier 2004 | Stade Taïeb-Mehiri, Sfax, Tunisie    | Zimbabwe   | 5-3      | CAN 2004, 1er tour |

## Palmarès

### En club
Modeste M'Bami est champion du Cameroun de deuxième division 2000 avec le Dynamo Douala.
Avec le Paris SG, il remporte la coupe de France en 2004 contre LB Châteauroux qui évolue en Ligue 2 puis en 2006 contre l'Olympique de Marseille.
Il est également vice-Champion de France lors de la saison 2003-04 avec le PSG. Il est de nouveau vice-champion de France à deux reprises lors des saisons 2006-2007 et 2008-2009 avec l'OM, ainsi que finaliste de la coupe de France 2007, battu aux tirs au but par le FC Sochaux.
M'Bami gagne la Coupe d'Arabie saoudite en 2013 avec Al ittihad.

### En sélection
Avec la sélection camerounaise, Modeste M'Bami est champion olympique en 2000, en battant l'Espagne aux tirs au but lors de la finale.
Il est également finaliste de la Coupe des confédérations 2003, battu par la France en prolongations, et finaliste de la Coupe d'Afrique des Nations 2008, battu par l'Égypte.